# Socjaldemokraci (Irlandia)
Socjaldemokraci (ang. Social Democrats, irl. Daonlathaithe Sóisialta) – irlandzka partia polityczna o profilu socjaldemokratycznym.

## Historia
Partia została założona w połowie lipca 2015 przez troje deputowanych: Róisín Shortall (która uzyskała mandat z ramienia Partię Pracy) oraz wybranych jako kandydaci niezależni Catherine Murphy i Stephena Donnelly’ego
W 2016 partia po raz pierwszy wzięła udział w wyborach do Dáil Éireann, wystawiając 14 kandydatów. W wyborach zdobyła 3,0% głosów preferencyjnych, wprowadzając 3 przedstawicieli. Mandaty utrzymało wówczas troje założycieli formacji, przy czym Stephen Donnelly jeszcze w tym samym roku zrezygnował z członkostwa w partii. W dwóch kolejnych wyborach ugrupowanie zwiększało swoją poselską reprezentację, uzyskując 6 mandatów w 2020 oraz 11 mandatów w 2024.

## Liderzy
- 2015–2016: Róisín Shortall, Catherine Murphy i Stephen Donnelly[5]
- 2016–2023: Róisín Shortall i Catherine Murphy[5][8]
- od 2023: Holly Cairns[8]

## Wyniki w wyborach do Dáil Éireann
| Rok  | Mandaty | ± | Głosy pref. (tys.) | %    |
| ---- | ------- | - | ------------------ | ---- |
| 2016 | 3/158   | – | 64                 | 3,0% |
| 2020 | 6/160   | 3 | 63                 | 2,9% |
| 2024 | 11/174  | 5 | 106                | 4,8% |